# Leichtathletik-Weltmeisterschaften 2013/Dreisprung der Männer

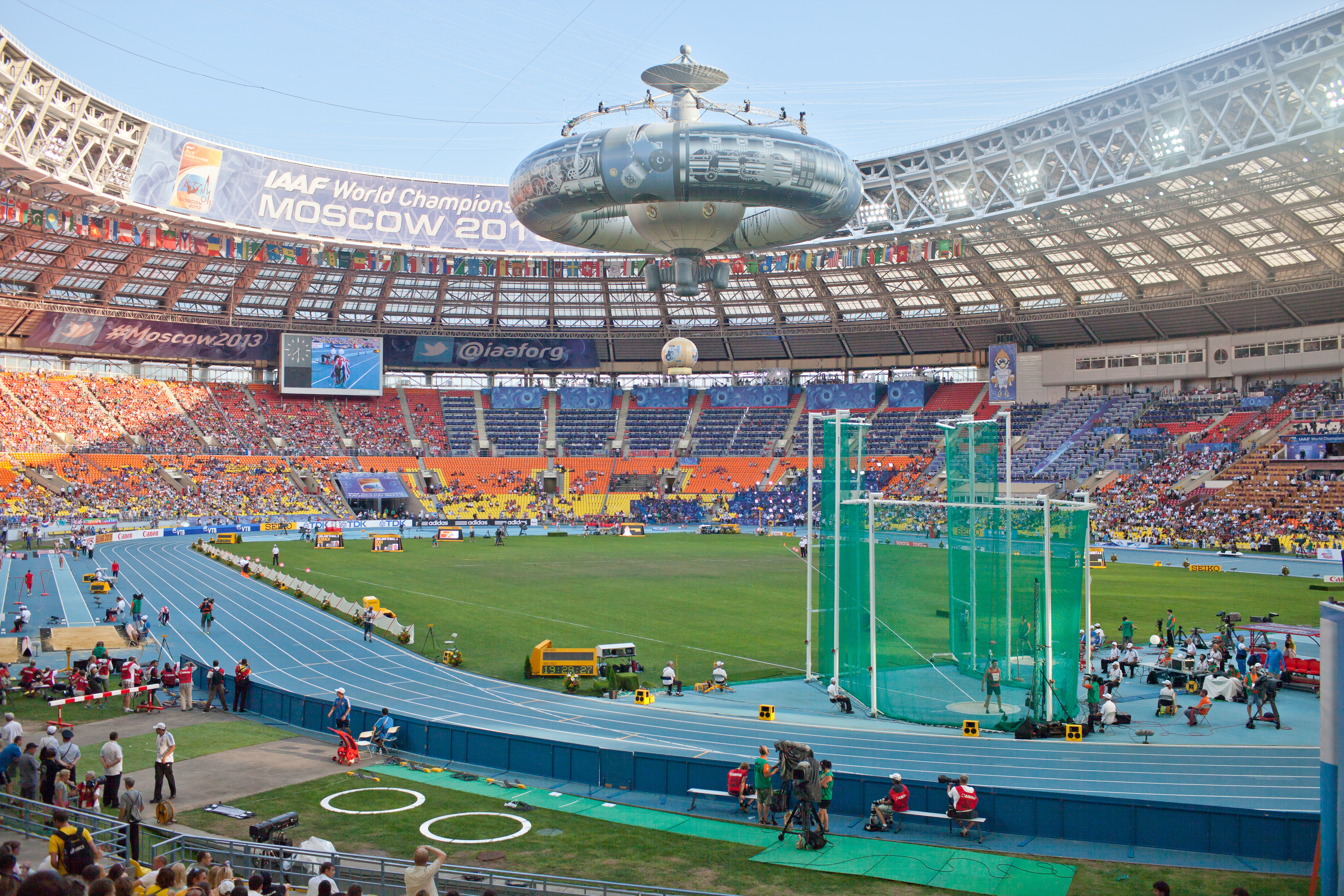
Das Olympiastadion Luschniki während der Weltmeisterschaften

Der Dreisprung der Männer bei den Leichtathletik-Weltmeisterschaften 2013 wurde am 16. und 18. August 2013 im Olympiastadion Luschniki der russischen Hauptstadt Moskau ausgetragen.
Weltmeister wurde der französische WM-Dritte von 2010 Teddy Tamgho. Er gewann vor dem Kubaner Pedro Pablo Pichardo. Bronze ging an den US-amerikanischen Olympiazweitweiten von 2012 und WM-Dritten von 2011 Will Claye, der darüber hinaus 2012 Olympiadritter im Weitsprung war.

## Bestehende Rekorde
| Weltrekord               | 18,29 m | Jonathan Edwards | WM 1995 in Göteborg, Schweden | 7. Juli 1995 |
| Weltmeisterschaftsrekord | 18,29 m | Jonathan Edwards | WM 1995 in Göteborg, Schweden | 7. Juli 1995 |

Der bestehende WM-Rekord wurde bei diesen Weltmeisterschaften nicht eingestellt und nicht verbessert.
Es wurde eine Weltjahresbestleistung aufgestellt:
- 18,04 m – Teddy Tamgho (Frankreich), Rückenwind: 0,3 m/s, Finale am 18. August

## Ergebnisse

### Windbedingungen
In den folgenden Ergebnisübersichten sind die Windbedingungen zu den einzelnen Sprüngen benannt. Der erlaubte Grenzwert liegt bei zwei Metern pro Sekunde. Bei stärkerer Windunterstützung wird die Weite für den Wettkampf gewertet, findet jedoch keinen Eingang in Rekord- und Bestenlisten.
Weder in der Qualifikation noch im Finale gab es einen Sprung mit unzulässiger Windunterstützung.

### Legende
Kurze Übersicht zur Bedeutung der Symbolik – so üblicherweise auch in sonstigen Veröffentlichungen verwendet:
| – | verzichtet |
| x | ungültig   |

### Qualifikation
16. August 2013, 10:00 Uhr Ortszeit (7:00 Uhr MESZ)
21 Teilnehmer traten in zwei Gruppen zur Qualifikationsrunde an. Die Qualifikationsweite für den direkten Finaleinzug betrug 17,05 m. Fünf Athleten übertrafen diese Marke (hellblau unterlegt). Das Finalfeld wurde mit den sieben nächstplatzierten Sportlern auf zwölf Springer aufgefüllt (hellgrün unterlegt). So reichten für die Finalteilnahme schließlich 16,63 m.

#### Gruppe A
| Platz | Name                      | Nation              | Resultat (m) | 1. Versuch (m) Wind (m/s) | 2. Versuch (m) Wind (m/s) | 3. Versuch (m) Wind (m/s) |
| 01    | Teddy Tamgho              | Frankreich          | 17,41        | x                         | 17,41 / +1,2              | –                         |
| 02    | Will Claye                | USA                 | 17,08        | 16,81 / +1,3              | 17,08 / +0,9              | –                         |
| 03    | Dong Bin                  | Volksrepublik China | 16,98        | x                         | x                         | 16,98 / +1,1              |
| 04    | Marian Oprea              | Rumänien            | 16,91        | 16,91 / +1,5              | x                         | x                         |
| 05    | Gaëtan Saku Bafuanga Baya | Frankreich          | 16,63        | 16,63 / +0,4              | 16,37 / +1,3              | 15,91 / +0,7              |
| 06    | Renjith Maheswary         | Indien              | 16,63        | 16,08 / +0,2              | 16,63 / 0,7               | 16,28 / +0,6              |
| 07    | Fabrizio Donato           | Italien             | 16,53        | x                         | 16,20 / +1,1              | 16,53 / +1,0              |
| 08    | Jefferson Sabino          | Brasilien           | 16,49        | x                         | 16,49 / +1,1              | 16,05 / +0,6              |
| 09    | Zlatozar Atanasow         | Bulgarien           | 16,21        | 16,16 / +0,4              | 16,04 / +0,5              | 16,21 / +0,6              |
| NM    | Daniele Greco             | Italien             | ogV          | x                         | x                         | x                         |
| DNS   | Tosin Oke                 | Nigeria             |              |                           |                           |                           |

In Qualifikationsgruppe A ausgeschiedene Dreispringer:

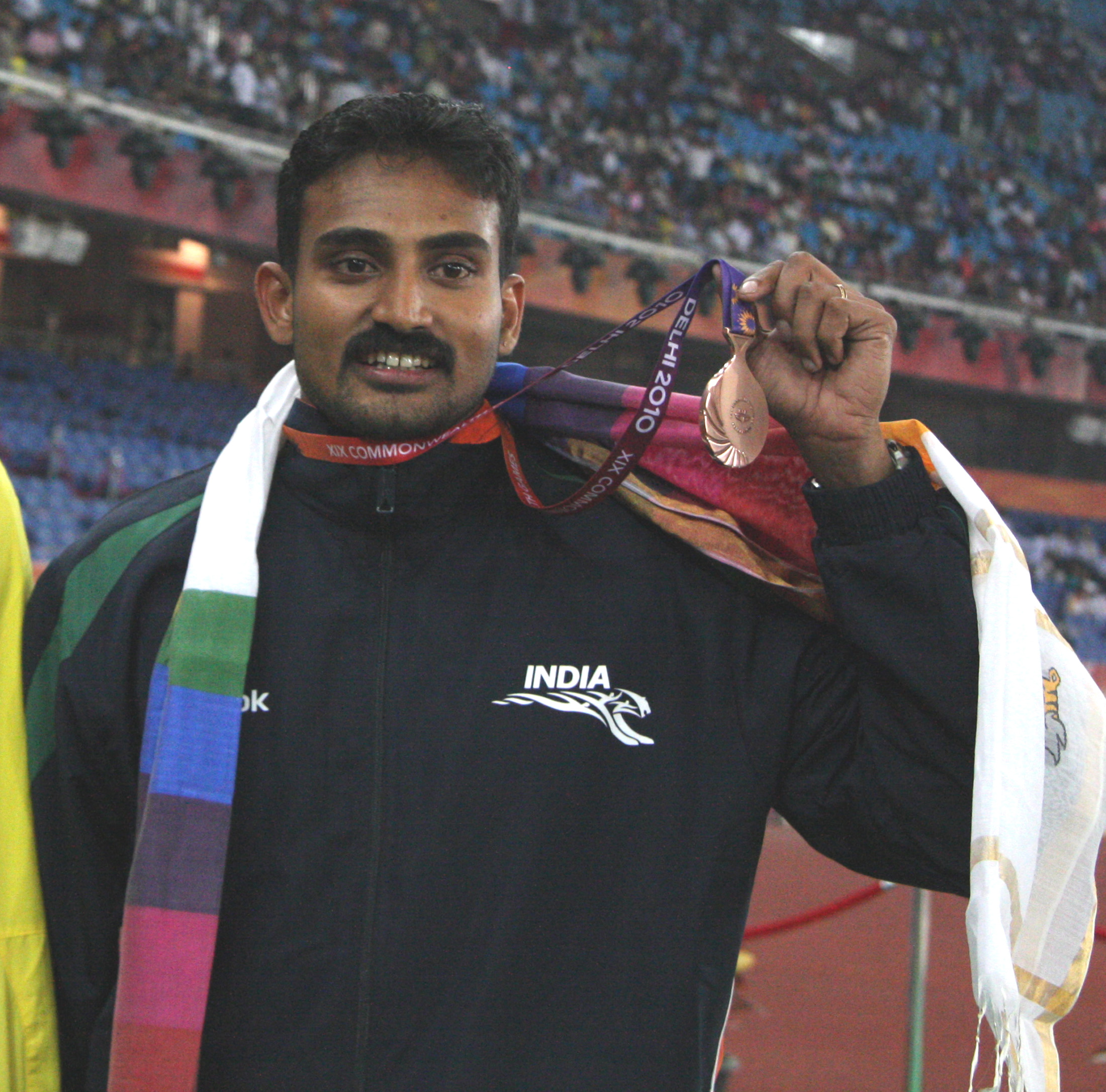
Renjith Maheswary, hier mit der Bronzemedaille von den Commonwealth-Spielen 2010 – Rang sechs mit 16,63 m
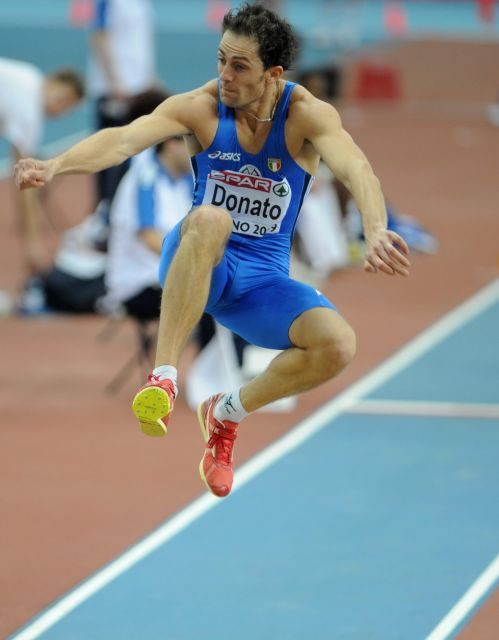
Fabrizio Donato Rang sieben mit 16,53 m
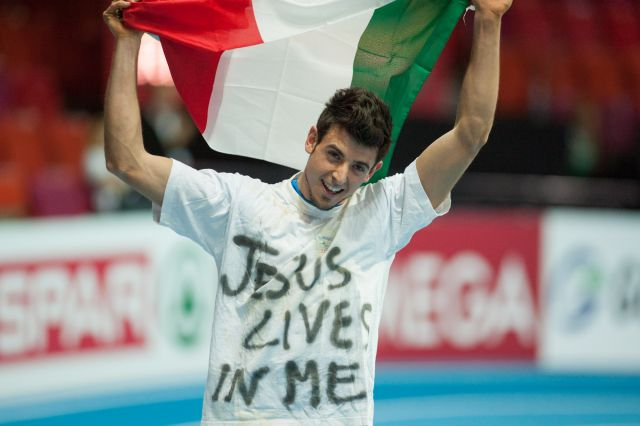
Daniele Greco ohne gültigen Versuch

#### Gruppe B
| Platz | Name                 | Nation       | Resultat (m) | 1. Versuch (m) Wind (m/s) | 2. Versuch (m) Wind (m/s) | 3. Versuch (m) Wind (m/s) |
| 01    | Yoann Rapinier       | Frankreich   | 17,39        | 16,79 / +1,2              | 17,39 / +0,5              | –                         |
| 02    | Christian Taylor     | USA          | 17,36        | 17,36 / +0,2              | –                         | –                         |
| 03    | Pedro Pablo Pichardo | Kuba         | 17,06        | 17,06 / +0,5              | –                         | –                         |
| 04    | Samyr Lainé          | Haiti        | 16,87        | 16,87 / +0,4              | 16,54 / +0,8              | –                         |
| 05    | Fabrizio Schembri    | Italien      | 16,83        | 16,57 / +1,0              | 16,83 / +0,9              | –                         |
| 06    | Alexei Fjodorow      | Russland     | 16,83        | x                         | 15,98 / +0,7              | 16,83 / −0,3              |
| 07    | Dimitris Tsiamis     | Griechenland | 16,69        | 16,69 / +0,8              | 16,06 / +1,4              | 16,47 / +0,8              |
| 08    | Wiktor Kusnjezow     | Ukraine      | 16,60        | 16,50 / +0,5              | 16,60 / +0,6              | x                         |
| 09    | Roman Walijew        | Kasachstan   | 16,43        | 16,34 / +1,1              | 16,43 / +1,5              | 15,97 / −0,7              |
| 10    | Omar Craddock        | USA          | 16,40        | 14,91 / −0,3              | 16,18 / +0,5              | 16,40 / +0,4              |
| 11    | Jonathan Drack       | Mauritius    | 15,54        | x                         | 14,89 / +0,7              | 15,54 / +1,1              |

In Qualifikationsgruppe B ausgeschiedene Dreispringer:

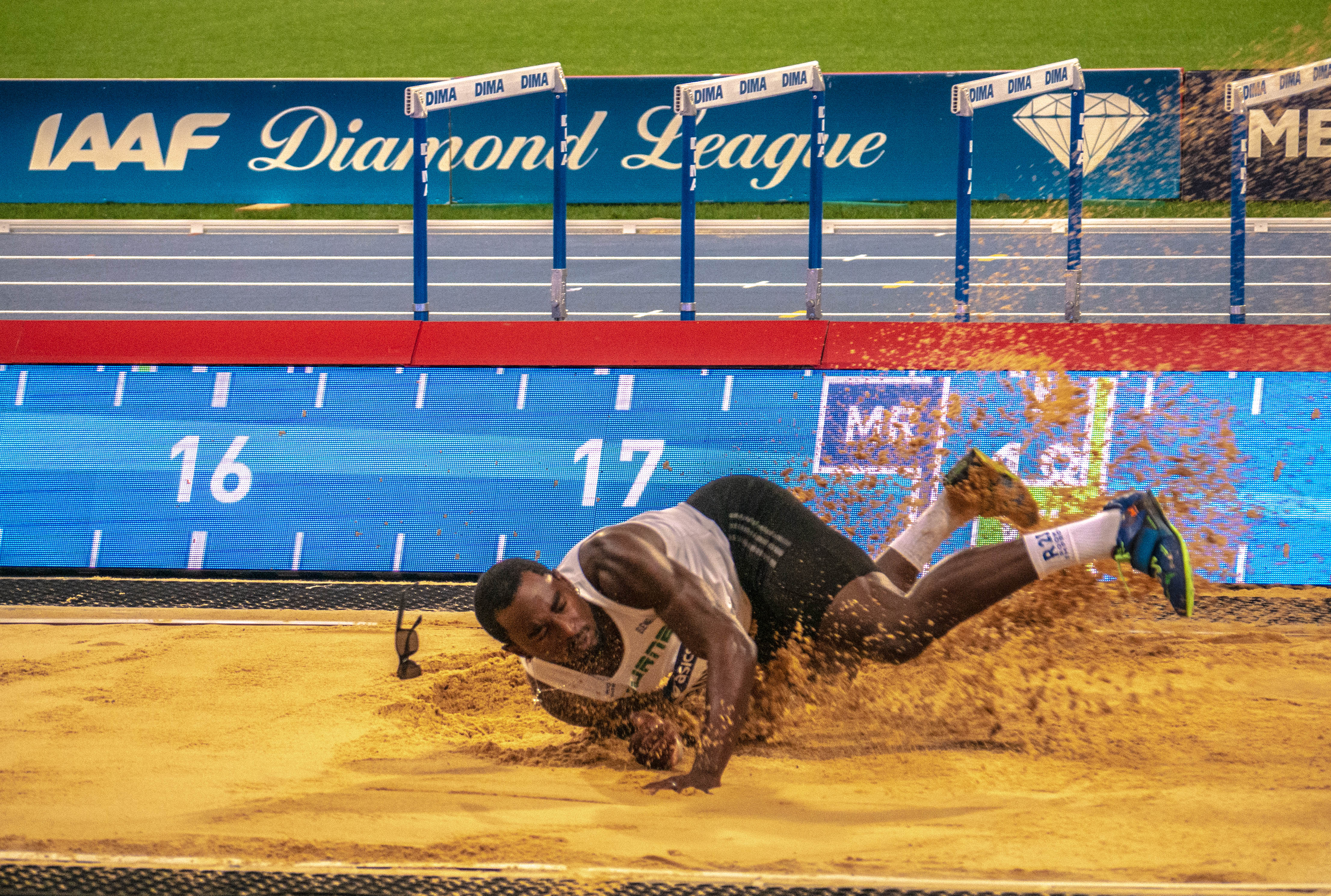
Omar Craddock Rang zehn mit 16,40 m
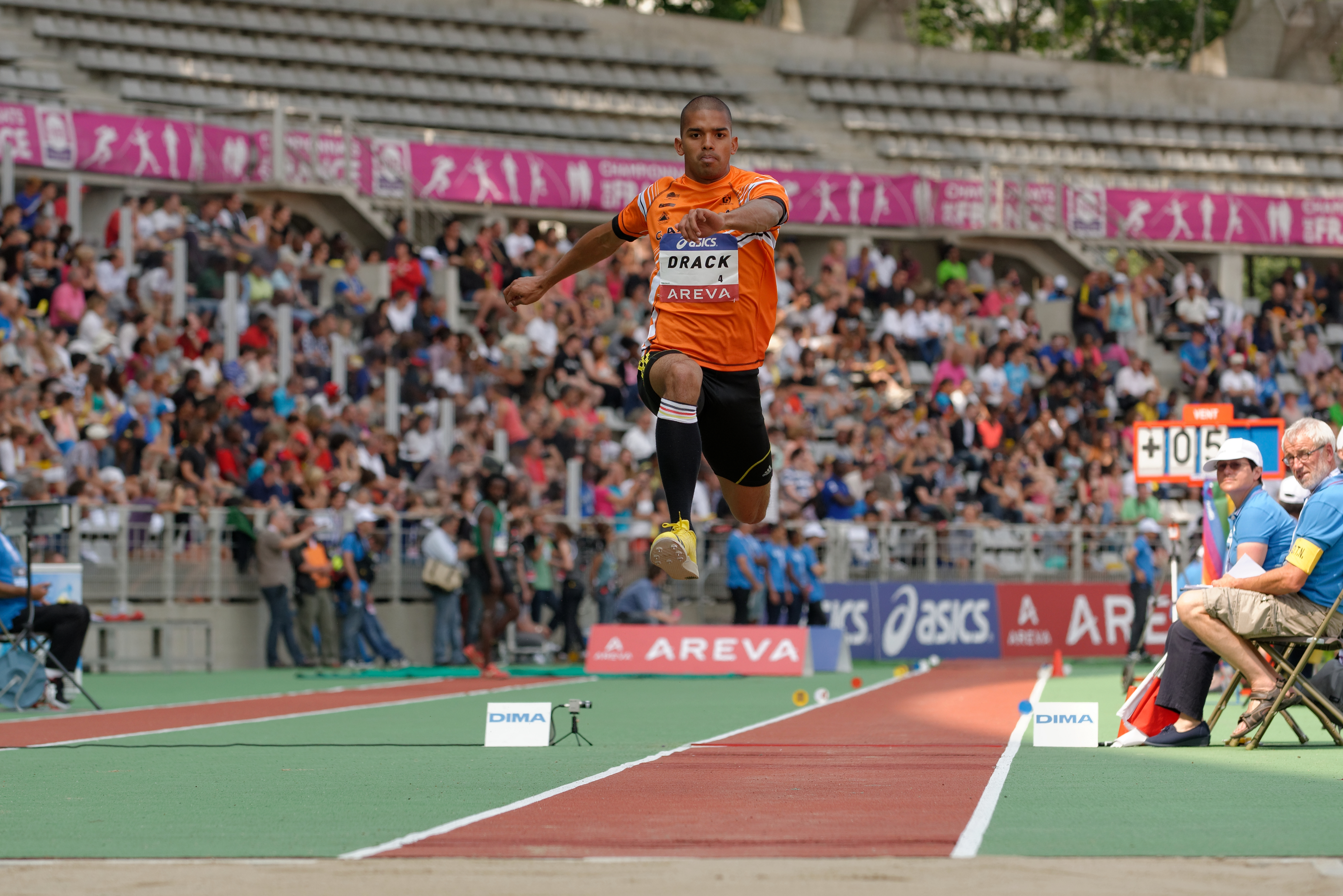
Jonathan Drack Rang elf mit 15,54 m

### Finale
18. August 2013, 16:45 Uhr Ortszeit (13:45 Uhr MESZ)
| Platz | Name                      | Nation              | Resultat (m) | 1. Versuch (m) Wind (m/s) | 2. Versuch (m) Wind (m/s) | 3. Versuch (m) Wind (m/s) | 4. Versuch (m) Wind (m/s)                | 5. Versuch (m) Wind (m/s)                | 6. Versuch (m) Wind (m/s)                |
|       | Teddy Tamgho              | Frankreich          | 18,04 WL     | 17,65 / +1,5              | x                         | x                         | 17,68 / −0,2                             | x                                        | 18,04 / −0,3                             |
|       | Pedro Pablo Pichardo      | Kuba                | 17,68        | 17,38 / +0,3              | 17,68 / −0,1              | x                         | 17,22 / −0,2                             | 17,52 / −0,1                             | 16,98 / +0,4                             |
|       | Will Claye                | USA                 | 17,52 SB     | 17,19 / −1,0              | 17,33 / −0,1              | 17,52 / +0,5              | 17,38 / +0,1                             | 16,94 / −0,1                             | 17,46 / +0,5                             |
| 04    | Christian Taylor          | USA                 | 17,20        | 16,99 / −0,6              | x                         | 16,49 / −0,3              | 16,69 / ±0,0                             | 17,13 / −0,3                             | 17,20 / +0,4                             |
| 05    | Alexei Fjodorow           | Russland            | 16,90        | 16,34 / −0,4              | 16,90 / +0,4              | x                         | 16,79 / ±0,0                             | x                                        | 16,42 / −0,2                             |
| 06    | Marian Oprea              | Rumänien            | 16,82        | 16,82 / −0,9              | x                         | 16,59 / −0,2              | x                                        | x                                        | x                                        |
| 07    | Gaëtan Saku Bafuanga Baya | Frankreich          | 16,79        | 16,64 / −0,2              | 16,79 / −0,3              | 15,97 / ±0,0              | 16,70 / +0,2                             | 16,64 / +0,1                             | 16,24 / +0,1                             |
| 08    | Fabrizio Schembri         | Italien             | 16,74        | x                         | 16,61 / −0,1              | 16,74 / +0,2              | x                                        | 16,00 / ±0,0                             | x                                        |
| 09    | Dong Bin                  | Volksrepublik China | 16,73        | x                         | 16,65 / ±0,0              | 16,73 / −0,1              | nicht im Finale der besten acht Springer | nicht im Finale der besten acht Springer | nicht im Finale der besten acht Springer |
| 10    | Dimitris Tsiamis          | Griechenland        | 16,66        | 16,66 / −0,6              | x                         | 16,38 / ±0,0              | nicht im Finale der besten acht Springer | nicht im Finale der besten acht Springer | nicht im Finale der besten acht Springer |
| 11    | Samyr Lainé               | Haiti               | 16,09        | x                         | 16,09 / −0,8              | x                         | nicht im Finale der besten acht Springer | nicht im Finale der besten acht Springer | nicht im Finale der besten acht Springer |
| 12    | Yoann Rapinier            | Frankreich          | 15,17        | 13,98 / −0,7              | x                         | 15,17 / −0,3              | nicht im Finale der besten acht Springer | nicht im Finale der besten acht Springer | nicht im Finale der besten acht Springer |

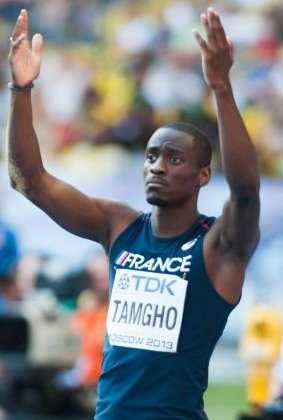
Weltmeister mit einem Sprung über die 18-Meter-Marke: Teddy Tamgho
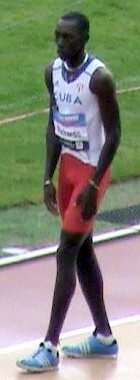
Vizeweltmeister Pedro Pablo Pichardo
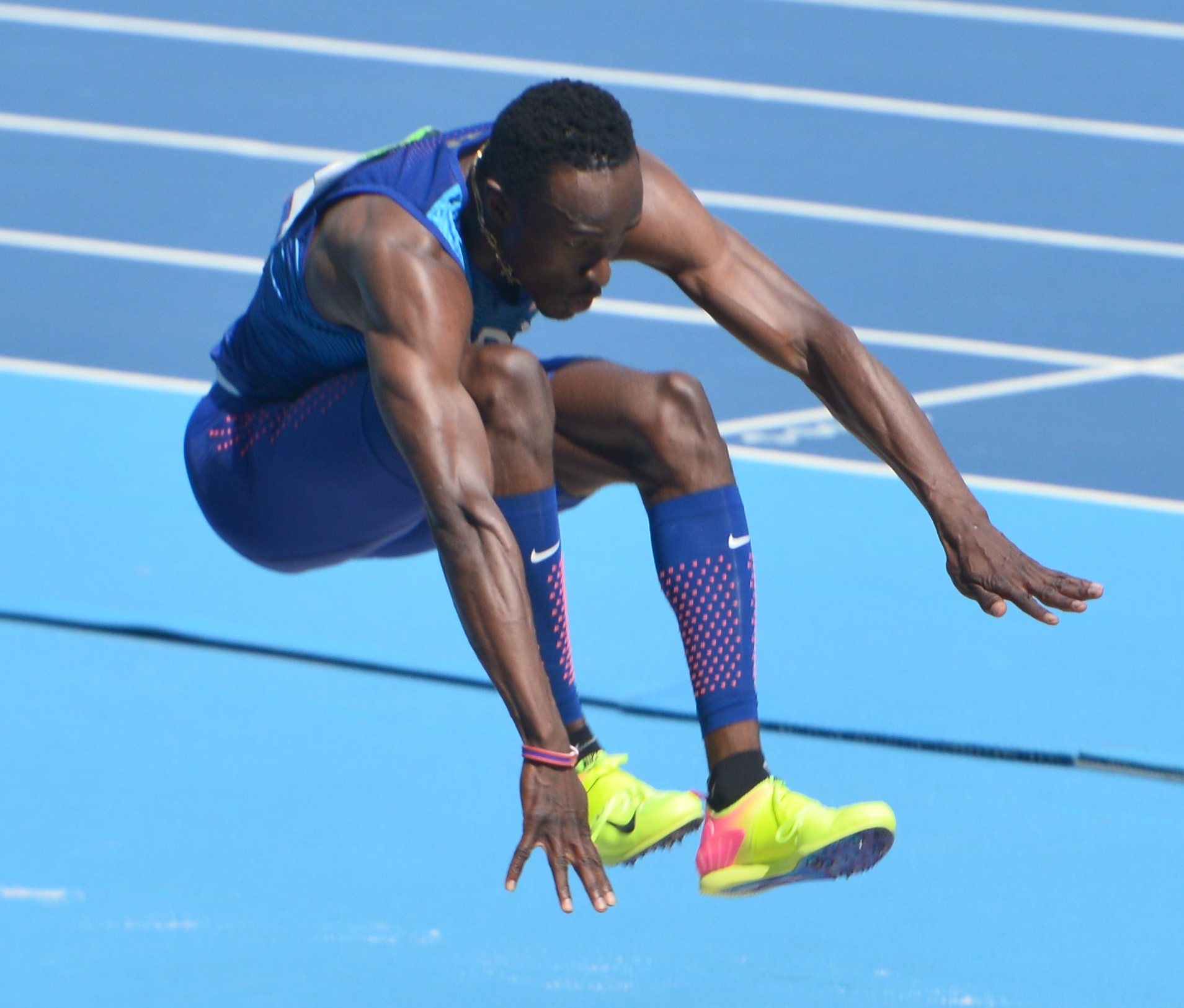
Bronze gab es wie schon bei den Weltmeisterschaften 2011 für den Olympiazweitweiten von 2012 Will Claye

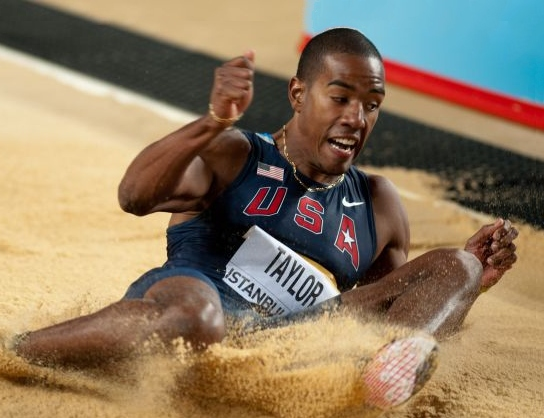
Der Titelverteidiger und aktuelle Olympiasieger Christian Taylor blieb als Vierter ohne Medaille
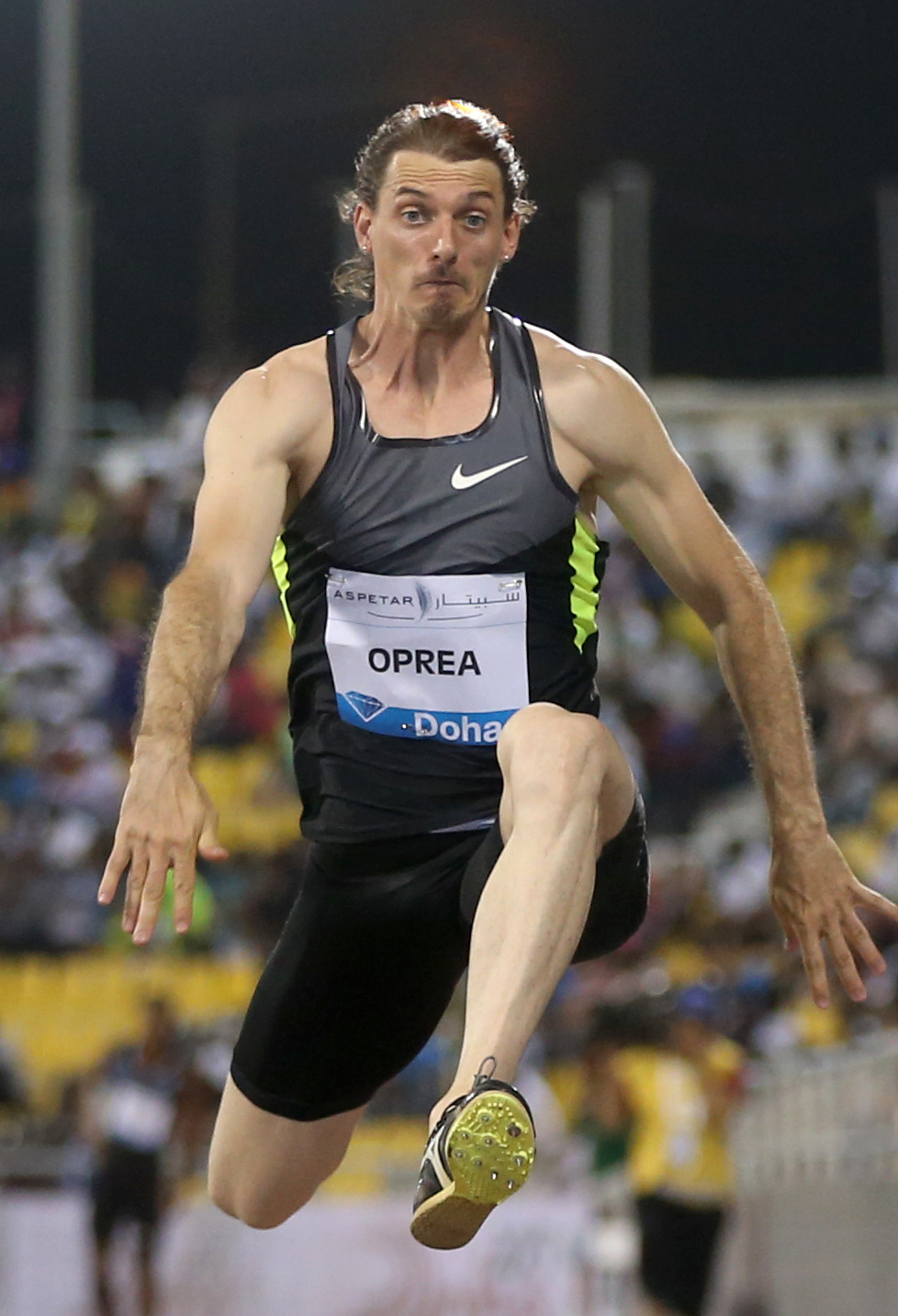
Marian Oprea belegte Rang sechs
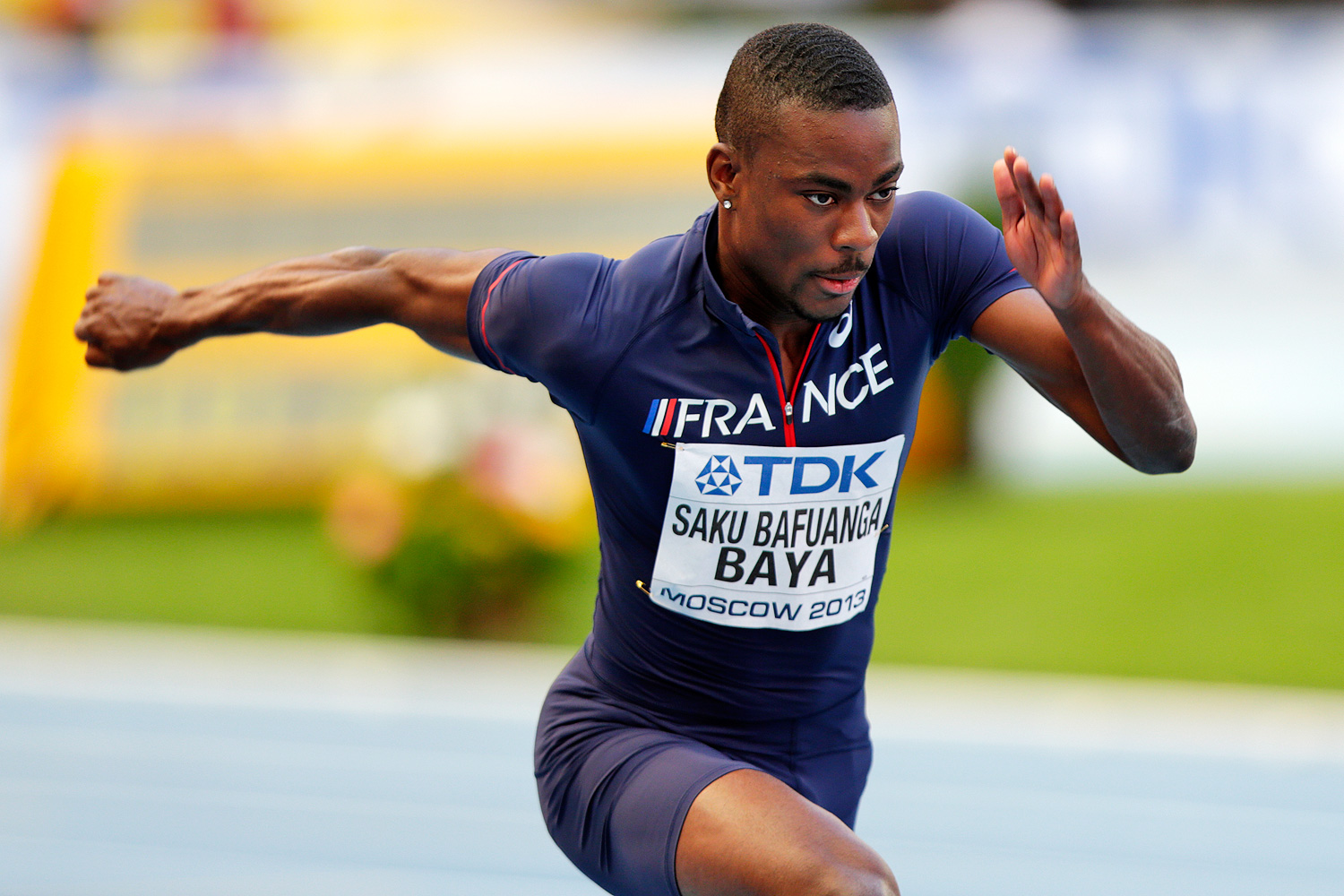
Gaëtan Saku Bafuanga Baya kam auf den siebten Platz
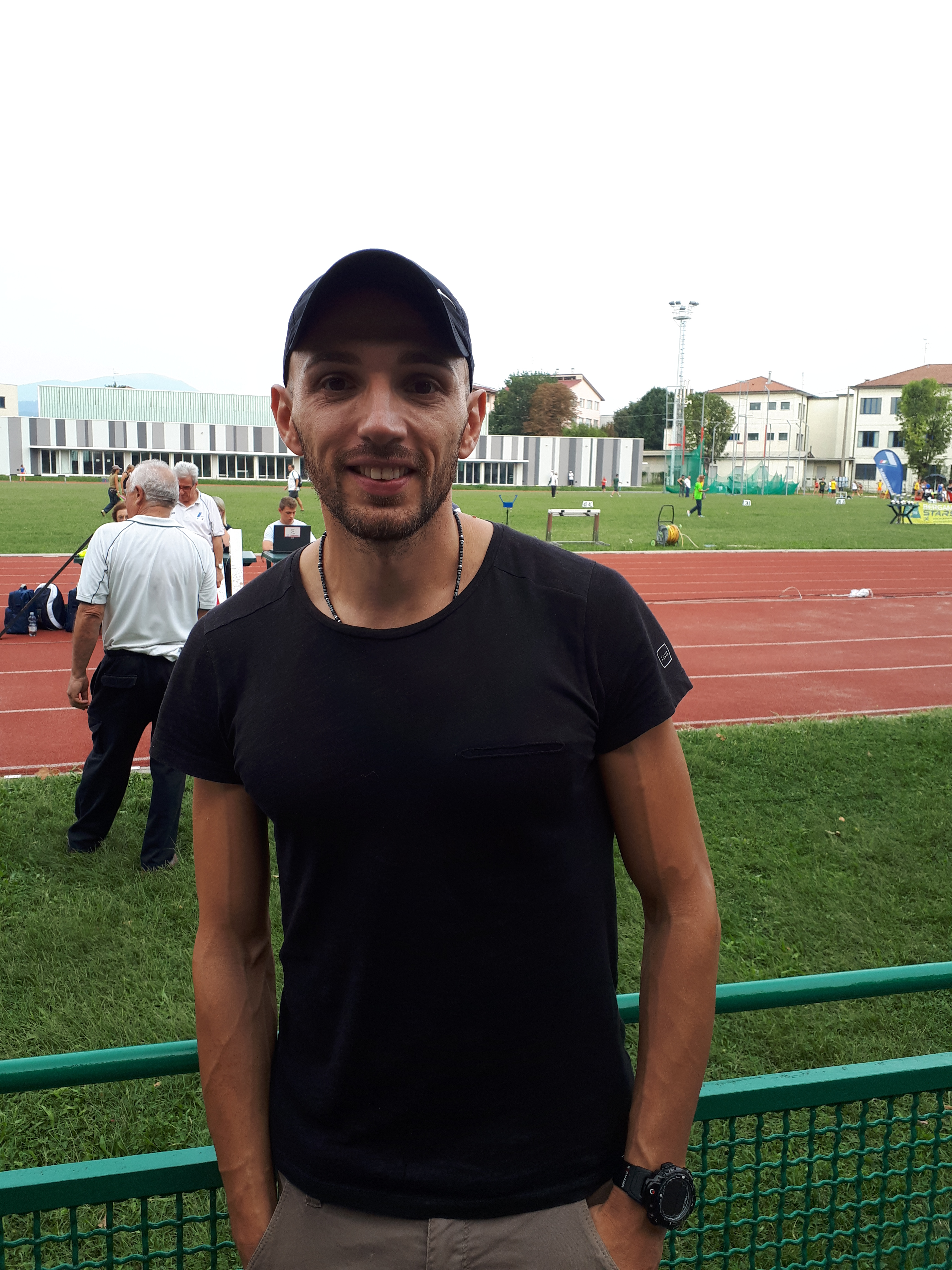
Fabrizio Schembri erreichte Platz acht
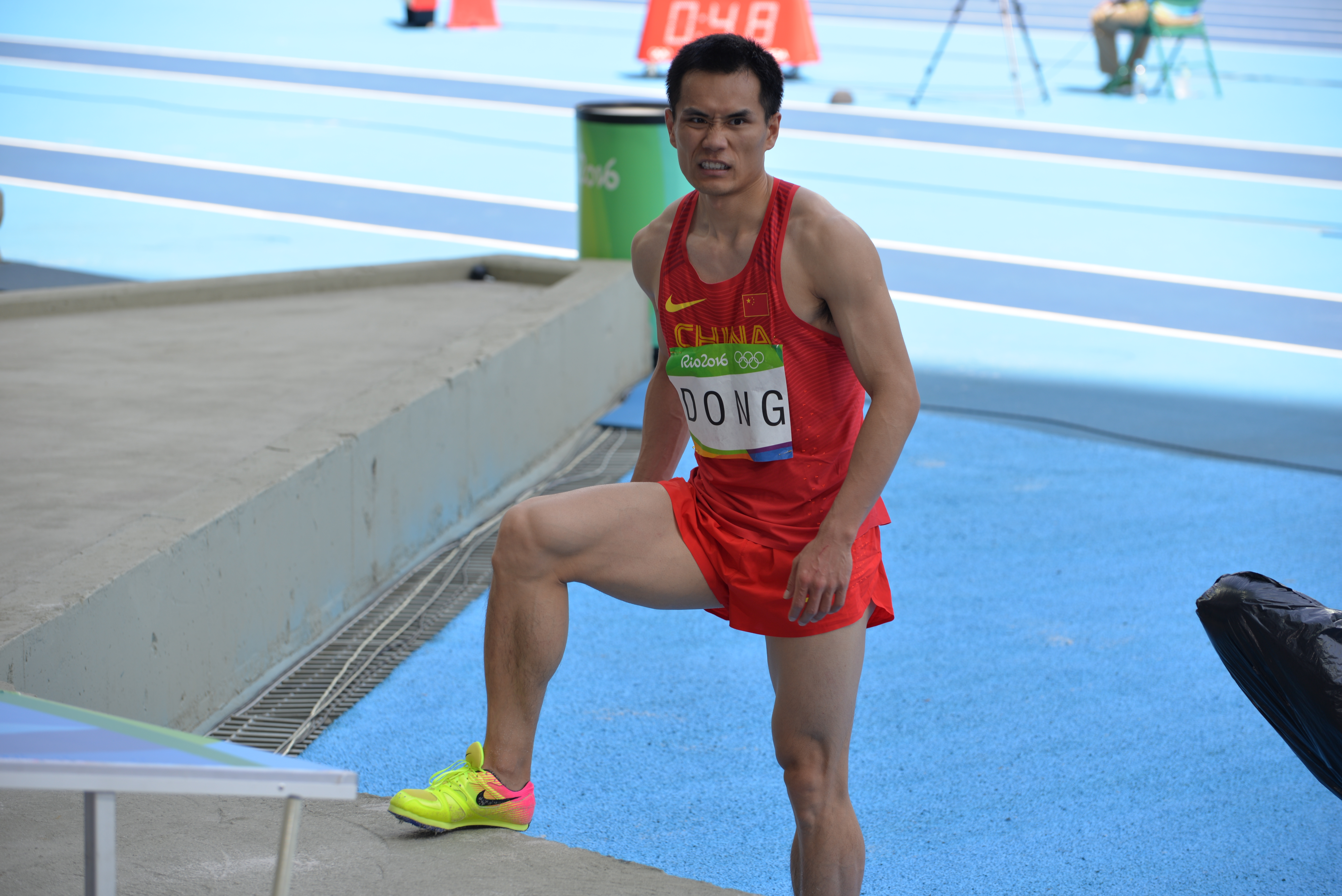
Der neuntplatzierte Dong Bin
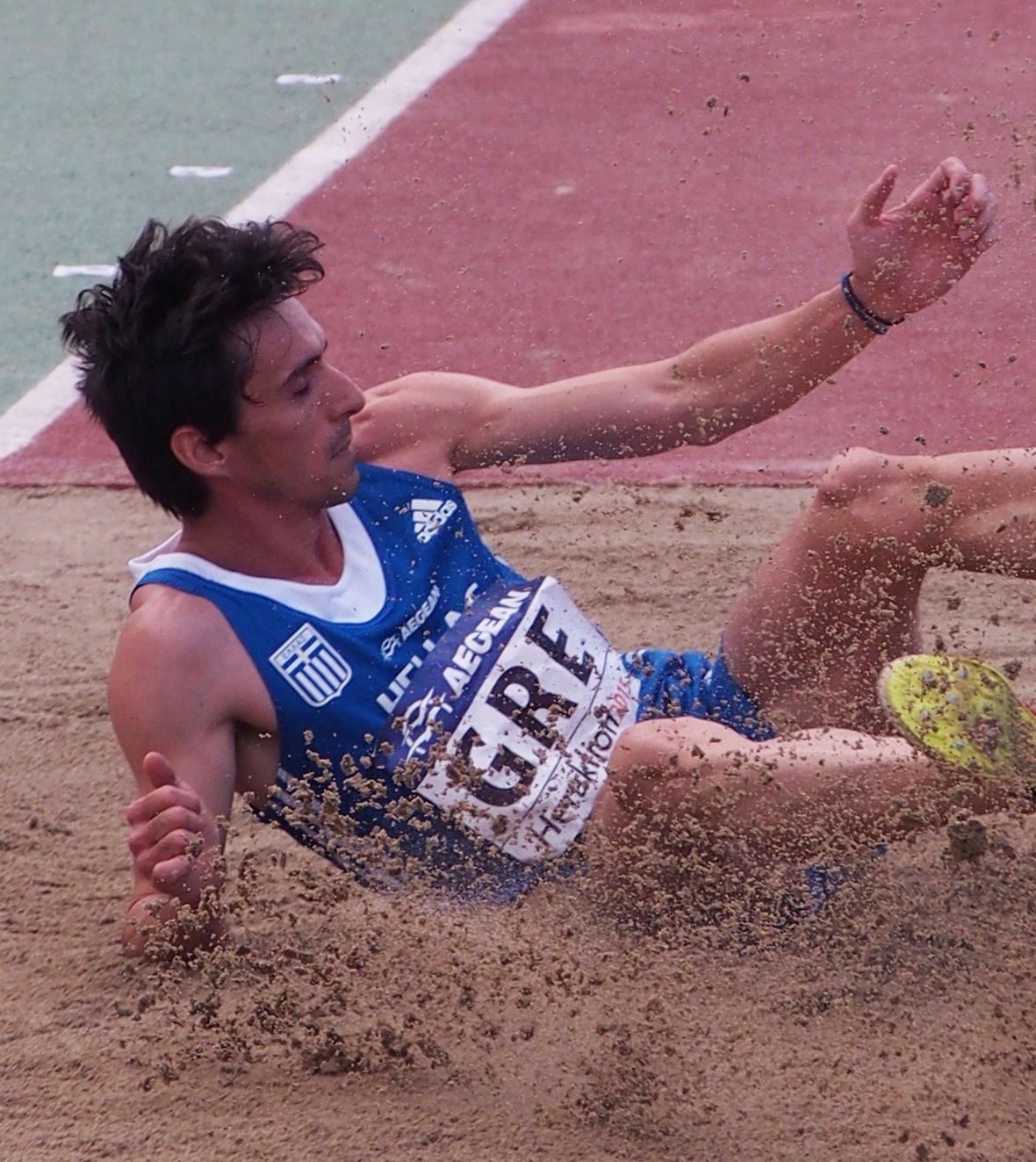
Dimitris Tsiamis wurde Zehnter
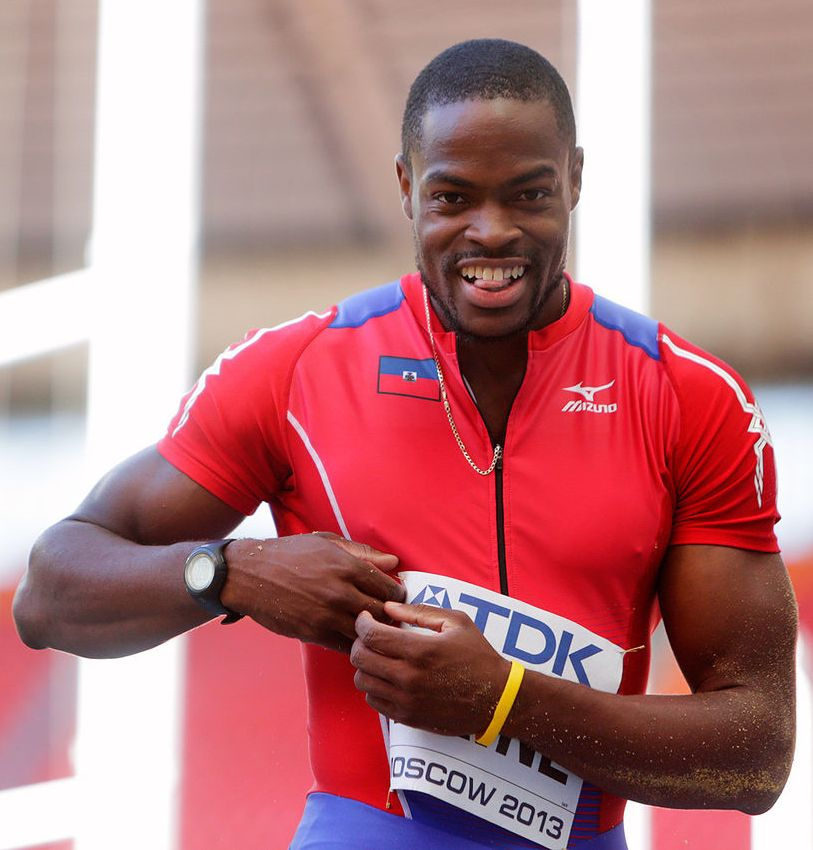
Rang elf für Samyr Lainé
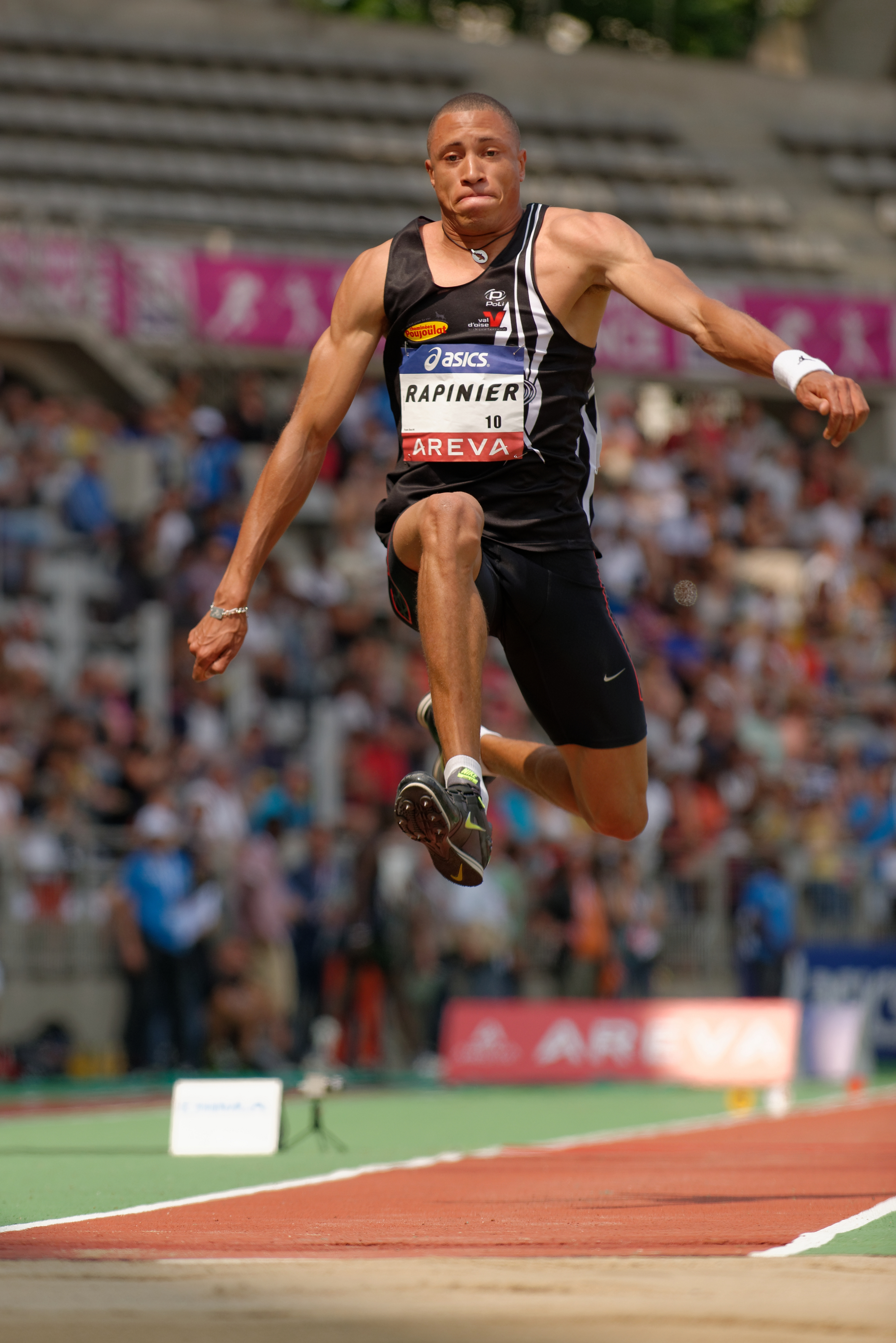
Yoann Rapinier – Platz zwölf

## Video
- Teddy Tamgho's 2013 world championships full contest (18.04m) , youtube.com, abgerufen am 22. Juli 2017